# NGC 6921
NGC 6921 في الفهرس العام الجديد، هي مجرة، تقع في كوكبة الثعلب. اكتشفت في 6 سبتمبر 1863 بواسطة ألبرت مارث.

## روابط خارجية
- NGC 6921 على موقع ويكي سكاي: DSS2, SDSS, GALEX, IRAS, Hydrogen α, X-Ray, Astrophoto, Sky Map, Articles and images